# Huaral (província)

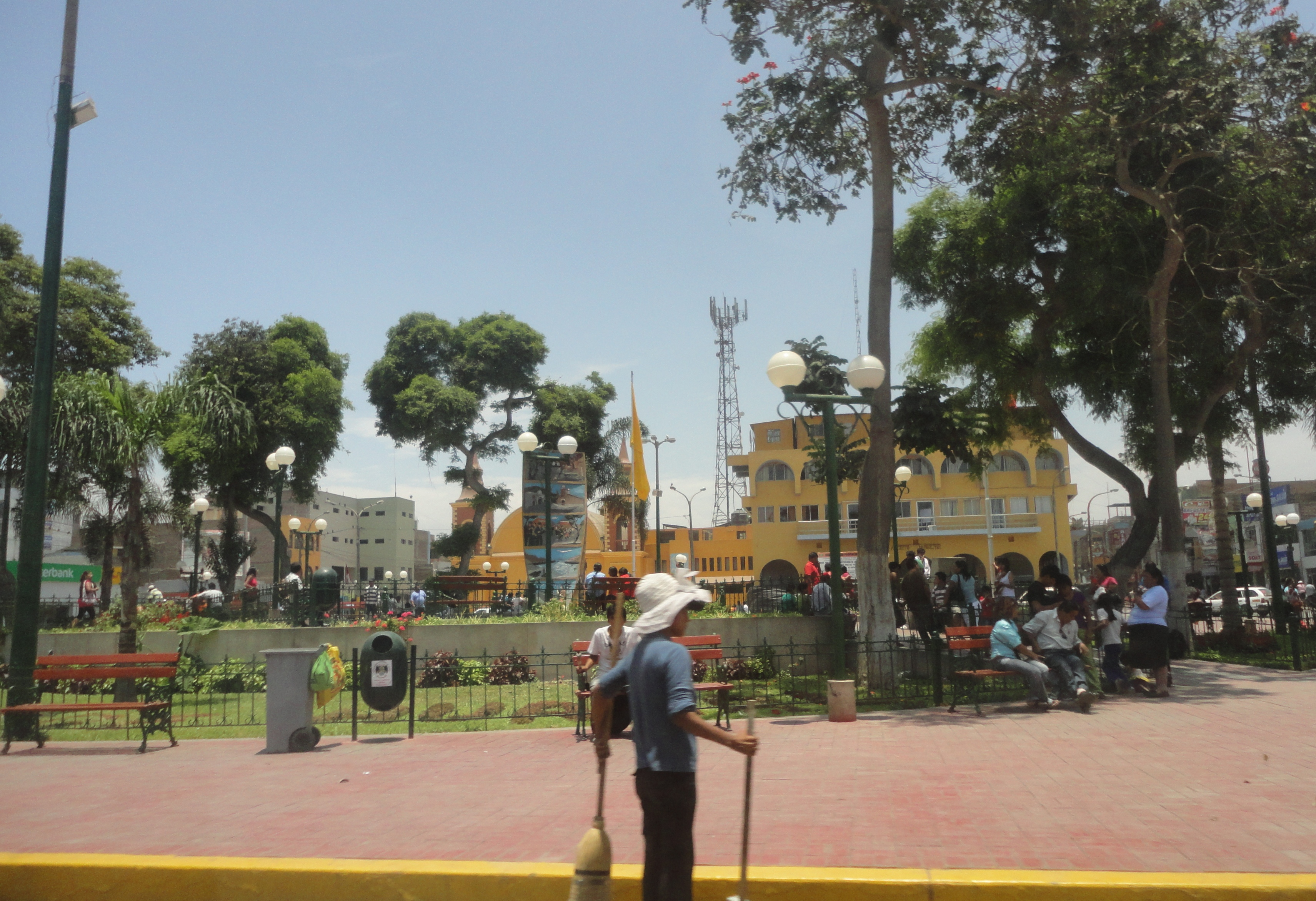
Huaral

Huaral é uma província do Peru localizada na região de Lima. Sua capital é a cidade de Huaral.

## História
O então Presidente da República Francisco Morales Bermúdez, baixou o decreto de 11 de maio de 1976, crea a província de Huaral.

## Distritos
- Atavillos Alto
- Atavillos Bajo
- Aucallama
- Chancay
- Huaral
- Ihuarí
- Lampian
- Pacaraos
- San Miguel de Acos
- Santa Cruz de Andamarca
- Sumbilca
- Veintisiete de Noviembre

## Alcaldes
- 2015-2018: Ana Kobayashi.

## Festas
- Junho: São João Batista
- Outubro: Senhor dos Milagres
- Novembro: São Martinho de Porres